# Milagros Ayelén Otazú
Milagros Ayelén Otazú (31 de mayo de 2001, Posadas, Provincia de Misiones, Argentina) es una futbolista argentina, juega en River Plate de la Primera División de Argentina, forma parte de la selección femenina de fútbol argentino.

## Trayectoria
En 2017 formó parte de la selección argentina sub-17. También jugó con la selección sub-20, y actualmente en la selección mayor femenina.
Clasificó junto con la selección al mundial de Francia 2019.
Es la única jugadora que disputó torneos internacionales oficiales con la selección argentina en un año en tres categorías diferentes (sub-17, sub-20 y mayores). Además participó de dos Juegos Sudamericanos, una Copa América y Juegos Odesur. Fue capitana en la Sub-17, en Argentina y en la Sub-20 en los Juegos Odesur, en Bolivia. Salió campeona con la UAI Urquiza en la Primera del fútbol femenino de AFA. En 2019 firmó contrato profesional con Racing Club formando parte de su plantel hasta 2022. En diciembre del año 2022 se confirmó su pase a River Plate.